# Orculella templorum
Orculella templorum is een slakkensoort uit de familie van de Orculidae. De wetenschappelijke naam van de soort is voor het eerst geldig gepubliceerd in 1862 door Benoit.